# Dättlikon
Dättlikon é uma comuna da Suíça, no Cantão Zurique, com cerca de 537 habitantes. Estende-se por uma área de 2,87 km², de densidade populacional de 187 hab/km². Confina com as seguintes comunas: Buch am Irchel, Embrach, Freienstein-Teufen, Neftenbach, Pfungen.
A língua oficial nesta comuna é o Alemão.